# Dorian Williams
Dorian Williams (Indian Land, 28 giugno 2001) è un giocatore di football americano statunitense che milita nel ruolo di linebacker per i Buffalo Bills della National Football League (NFL).

## Carriera

### Buffalo Bills
Williams al college giocò a football all'Università Tulane venendo inserito nella formazione ideale dell'American Athletic Conference. Fu scelto nel corso del terzo giro (91º assoluto) nel Draft NFL 2023 dai Buffalo Bills. Debuttò come professionista subentrando nella gara del primo turno contro i New York Jets giocando 18 snap negli special team. Nella settimana 6 disputò la prima gara come titolare. La sua stagione da rookie si chiuse con 40 tackle disputando tutte le 17 partite, di cui 2 come titolare.